# Бела табла
Бела табла је врста веће беле плоче на којој се пише фломастером. За разлику од зелених школских табли, беле табле се бришу крпом и то искључиво сувом. При коришћењу беле табле треба обратити пажњу која врста маркера се користи јер се неки маркери не могу обрисати са табле. Популарност белих табли се повећала током 1990-их и од тада се све чешће користи у школама, канцеларијама и другим образовним и пословним окружењима.

## Историја
Фотограф Мартин Хеит и запослени у фирми Alliance Алберт Сталион заслужни су за проналазак беле табле.
Беле табле су постале комерцијално доступне почетком 1960-их, али су постале масовно коришћене тек 30 година касније. Ране беле табле је требало брисати влажном крпом, а маркери су имали тенденцију да остављају трагове, чак и након што је табла обрисана. Маркери за суво брисање за беле табле измишљени су 1975.
Беле табле су почеле да се уобичајено користе у предузећима почетком 1990-их. Постали су чешћи у учионицама током 1990-их због забринутости због здравствених проблема код деце са алергијом на прашину и могућности да прашина од креде оштети рачунаре. Крајем 1990-их, око 21% америчких учионица је прешло са табли на таблу.